# Eugénia Vasques
Eugénia Vasques (n. Coimbra, 1948), professora e aclamada crítica de teatro portuguesa.

## Biografia e carreira
Viveu em Paris, onde fez estudos na Universidade de Paris VIII, entre 1970 e 1975. Formou-se em Teatro (Formação de Actores), na Escola de Teatro do Conservatório Nacional, mais tarde,  Escola Superior de Teatro e Cinema de Lisboa, licenciou-se em Línguas e Literaturas Modernas (Português e Francês), na Faculdade de Letras da Universidade de Lisboa, e doutorou-se em Línguas e Literaturas Hispânicas, na Universidade da Califórnia (Santa Bárbara), com equivalência a Estudos Portugueses, pela Universidade Nova de Lisboa. 
É Professora-Coordenadora jubilada na Escola Superior de Teatro e Cinema, onde coordenou a área de Teoria. É investigadora no Centro de Investigação em Artes e Comunicação/CIAC (Universidade do Algarve/ESTC). Fez crítica teatral no semanário Expresso, de 1985 a 2001, e na Revista OBSCENA; é autora de centenas de artigos, sobre teatro, artes performativas contemporâneas e mulheres (cf. Repositório Científico do IPL). Como investigadora de teatro, publicou os volumes Jorge de Sena: uma ideia de teatro 1938-71, Considerações em Torno do Teatro em Portugal nos Anos 90: Portugal/Brasil/África, Mulheres Que Escreveram Teatro no Século XX em Portugal, O Que É -- Teatro, João Mota, o Pedagogo Teatral: Metodologia e Criação, Para a História da Encenação em Portugal: o Difícil Progresso do Conceito de Encenação no Teatro, A Escola de Teatro do Conservatório (1830-1901): Contributo para uma História do Conservatório de Lisboa, Educação Artística para um Currículo de Excelência (com Ana Pereira Caldas).
É membro da direcção do Clube UNESCO para a Educação Artística.

## Obras
- Jorge de Sena: uma ideia de teatro 1938-71 (1998; 2015)
- 9 Considerações em torno do teatro em Portugal nos anos 90 (1998);
- Mulheres que escreveram teatro no século XX em Portugal (2001);
- O Que É -- Teatro (2003);
- João Mota, o pedagogo teatral : metodologia e criação (2006);
- Para a história da encenação em Portugal : o difícil progresso do conceito de encenação no teatro : 1837-1928 (2010);
- A Escola de teatro do Conservatório (1839-1901) : contributo para uma história do Conservatório de Lisboa (2012).
- Educação Artística para um Currículo de Excelência (com Ana Pereira Caldas, 2014).